# Henckelia macrostachya
Henckelia macrostachya är en tvåhjärtbladig växtart som först beskrevs av E. Barnes, och fick sitt nu gällande namn av A. Weber och Brian Laurence Burtt. Henckelia macrostachya ingår i släktet Henckelia och familjen Gesneriaceae. Inga underarter finns listade i Catalogue of Life.